# Розинидин
Розинидин — О-мелированный антоцианин, производное цианидина. Это пигмент, обнаруженный в цветках Catharanthus roseus и более низких концентрациях в Primula rosea. Розинидин состоит из бензопирилина с гидроксильными группировками в положении 3 и 5, метильными группировками в положении 7 и 4-гидрокси-3 метоксифенил- группировкой в положении 2.

## Биологическая активность
Проведенные исследования, в целях компьютерного моделирования ферментативных процессов, показали, что розинидин обладает необходимой химической структурой и фармакологической активностью, что делает его потенциальным лекарственным средством для лечения нейродегеративных процессов. Исследования молекулярного докинга демонстрируют, что розинидин обладает хорошим нейропротекторным действием и предотвращает появление болезни Паркинсона. В свете приведенных данных, исследование проводит оценку эффективности розинидина у крыс с ухудшением памяти, вызванного токсическим действием липополисахаридов на ЦНС. Розинидин ослабляет ухудшение памяти у крыс, вызванного токсическим действием липополисахаридов. Также розинидин обладает такими положительными эффектами, как антиоксидантное и противовоспалительное действие. Как бы то ни было, дальнейшие исследования гарантируют его применения при лечении нейродегенеративных заболеваний у людей.
Флавоноид розинидин улучшает состояние при гипергликемии, ускоряя преобразование жиров и провоспалительных цитокинов при, вызванном стрептозоцином, диабете у крыс. Обнаружено, что флавоноид розинидин регулирует метаболизм жиров и состояние при гипергликемии и, более того, восстанавливает уровень провоспалительных цитокинов при, вызванном стрептозоцином, диабете у животных. В итоге, противодиабетические свойства розинидина могут получить возможность дальнейшего развития их исследования в гистологии поджелудочной железы.